# Pterolophia alboantennata
Pterolophia alboantennata là một loài bọ cánh cứng trong họ Cerambycidae.